# Opération Sentinelle
Pour les articles homonymes, voir Sentinelle.
Pendant le plan Vigipirate
L’opération Sentinelle est une opération de l’armée française déployée au lendemain des attentats des 7, 8 et 9 janvier 2015, pour faire face à la menace terroriste sur le territoire national et protéger les « points » sensibles du territoire. Elle est renforcée lors des attentats du 13 novembre 2015 en Île-de-France.

## Objectifs
Décidée par le président de la République française François Hollande, l’opération Sentinelle vient renforcer la sécurité sur le territoire national en complément du plan Vigipirate, dans le cadre de la lutte antiterroriste. Elle est opérationnelle depuis le 12 janvier 2015.

Le 13 juillet 2017, le président de la République Emmanuel Macron annonce une refonte du dispositif :

« Nous proposerons une nouvelle doctrine d’intervention qui permettra de revenir en profondeur sur l’organisation de Sentinelle afin d’avoir une plus grande efficacité opérationnelle et de prendre en compte l’évolution de la menace. »

Le 20 mars 2019, Emmanuel Macron fait part en Conseil des ministres de sa décision d'utiliser les forces de l'opération Sentinelle dans le cadre du 19e acte de la mobilisation des Gilets jaunes pour sécuriser « des points fixes et statiques ». La précédente utilisation de l'armée face à un mouvement social datait du 6 juillet 1992 quand le Premier ministre de l'époque Pierre Bérégovoy avait mobilisé militaires et chars AMX-30 pour dégager des axes routiers bloqués par des camionneurs,.
Depuis novembre 2020, les forces de l'opération Sentinelle participent aussi à la lutte contre l’immigration illégale et clandestine.

## Forces engagées

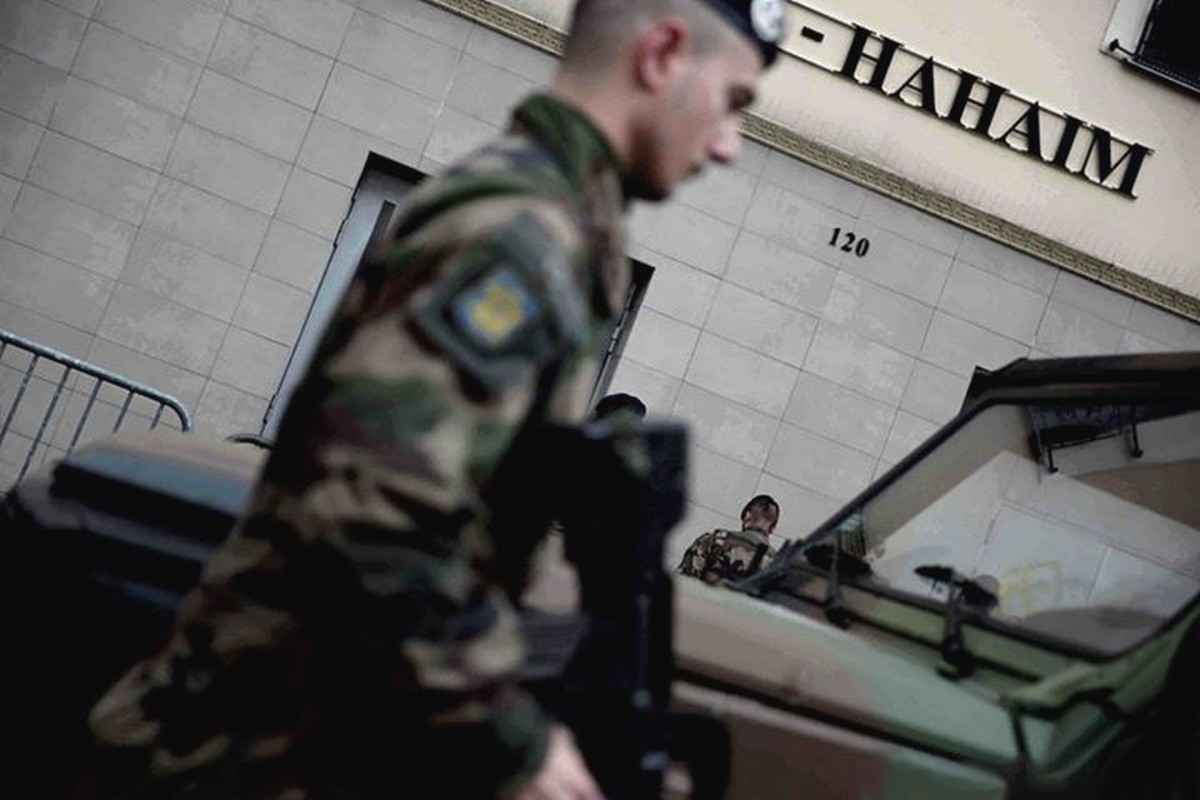
Après les attentats de 2015, militaires Vigipirate - Opération Sentinelle près des lieux de culte (Synagogue Or Hahaim de Belleville, 20e arrondissement de Paris).

De 2015 à 2021, l’opération Sentinelle a vu se succéder près de 225 000 militaires français, appartenant pour 95 % d’entre eux à l’armée de Terre, afin d’aider les forces de sécurité intérieure à lutter contre le terrorisme islamique.
10 412 militaires sont mobilisés au 13 février 2015. Ce dispositif est complété par 4 700 policiers et gendarmes et est maintenu au moins jusqu'à l’été. Ces forces sont chargées de sécuriser 830 points sensibles en France. Ainsi, lieux de culte, écoles, représentations diplomatiques et consulaires ou encore organes de presse sont notamment surveillés 24 heures sur 24.
154 unités ont été déployées sur 722 sites classés « sensibles » par les préfets.
Après avoir établi un dispositif d’urgence face à une situation de crise, l’armée décide d’adapter progressivement son mode d’action vers plus de mobilité. Les patrouilles militaires statiques sont remplacées par des patrouilles plus mobiles. L’objectif est de « rendre la présence des militaires moins prédictible » et de « faire diminuer l’effectif militaire par paliers, pour le porter à 7 500, puis 3 000 ».
Le 29 avril 2015, face à l’évolution de la menace terroriste, le président de la République annonce la pérennisation de l’opération antiterroriste intérieure, avec le maintien de la mobilisation de 7 000 militaires.
Après les attentats du 13 novembre 2015, l’effectif de Sentinelle est porté à 10 000 militaires. 6 500 sont déployés en Île-de-France et 3 500 en Province. Au total, ce sont 50 unités qui ont été mobilisées pour faire face à cette augmentation du nombre de militaires participants à l'opération Sentinelle. À cela s'ajoutent les 1 500 marins qui assurent la défense des approches maritimes de la France et les 1 000 militaires de l'Armée de l'Air qui assurent la sécurité permanente de l'espace aérien français. Cela porte donc à environ 13 000 militaires qui assurent la sécurité sur le territoire métropolitain.
Les véhicules civils affectés à l'opération Sentinelle sont sérigraphiés « Mission Vigipirate » et « Vigipirate - Opération Sentinelle ». Les militaires y circulent en uniforme.
En juillet 2016, le ministre de la Défense Jean-Yves Le Drian annonce que l'opération Sentinelle sera maintenue mais qu'elle devra « s'adapter ». Le ministre parle notamment d'une probable baisse d'effectifs après l'Euro 2016.
Le rapporteur de la commission d'enquête parlementaire sur les attentats de 2015, le député socialiste des Hauts-de-Seine Sébastien Pietrasanta s'interroge : « Alors que la contribution des armées au plan Vigipirate s’élevait à un peu moins de 800 soldats à la veille des attaques, elle est passée subitement à 10 000 hommes. Dix-huit mois après, alors que cette contribution n’a pas baissé, votre rapporteur s’interroge sur la valeur ajoutée réelle de cette opération dans la sécurisation du territoire national ». Le député républicain du Rhône Georges Fenech préconise de « diminuer progressivement le volume des effectifs engagés dans l’opération Sentinelle afin, à court terme, de le concentrer sur la seule protection de certains points stratégiques ». Selon la commission, depuis le déploiement de l’opération, les militaires n’ont fait usage qu’à une seule reprise de leur arme de dotation, le 1er janvier 2016 à Valence, en état de légitime défense, à la suite de l’attaque d’un trinôme Sentinelle. D'une manière plus générale, « ils ont fait usage de la force à 28 reprises, dont 17 fois en état de légitime défense, 6 en prêt de main-forte aux forces de l’ordre et 5 pour des interpositions ou flagrants délits ». Enfin, si l’on considère l’ensemble des interventions réalisées auprès du public par les militaires depuis le début de l’opération, « ils ont constitué 1 302 périmètres de sécurité, prêté main-forte aux forces de sécurité intérieure à 285 reprises, ont porté 151 fois secours à la population, ont constaté 42 accidents de la circulation, ont fait l’objet de 509 provocations/insultes répertoriés – le nombre d’incidents étant bien supérieur ».
La baisse des effectifs de l'opération à 7 000 hommes est annulée après l'attentat du 14 juillet 2016 à Nice. Selon le ministre de la Défense, la mission de Sentinelle va au contraire « s'élargir » en étant « plus déployée en province » et en agissant « à la fois sur la sécurisation des frontières », avec les forces de sécurité intérieure, et « sur les flux », notamment dans « les zones touristiques » et « au moment des grands événements culturels ou de musique ». Pour être moins prévisibles et donner plus d'autonomie aux soldats, les patrouilles empruntent par la suite des circuits variés et aléatoires.
En février 2017, on dénombrait 7 000 militaires (pouvant aller jusqu'à 10 000) mobilisés sur tout le territoire de manière homogène. Leur répartition est néanmoins adaptée aux périodes « à risque » au cours de l'année.
En 2021, l’effectif de Sentinelle est de :
- 3 000 hommes du dispositif opérationnel permanent ;
- 4 000 hommes de l’échelon de renforcement programmé (alertes à 12 heures ou à 72 heures, ces effectifs ne sont pas sur le terrain mais dans leurs unités respectives) ;
- 3 000 hommes de réserve stratégique (en cas de nécessité)[19].

## Coûts de l’opération
Selon le ministre de la Défense, Jean-Yves Le Drian, le coût de l’opération s'élève à un million d'euros par jour. Le 2 juillet 2015, il annonce qu'une prime de cinq euros par jour va être octroyée aux militaires participant à l'opération, et ce avec effet rétroactif au 7 janvier. Ainsi, les militaires actuellement en Sentinelle recevront 245 € supplémentaires sur leur solde pour six semaines de travail.

### Problématique sur la condition des militaires
Certains accusent l'opération Sentinelle d'entraîner une baisse du taux d'entraînement des militaires, une fatigue des troupes due aux mauvaises conditions de vie ainsi qu'à l'éloignement des familles,.

### Hébergement
L’hébergement des forces armées fut compliqué lors de la montée en puissance du dispositif en 2015, notamment en Île-de-France. Les militaires sont hébergés dans des écoles sur certains arrondissements parisiens, ou dans des casernes parisiennes ou franciliennes (camp de Satory, Vincennes, Kremlin-Bicêtre, Camp des Loges…).

## Attaques contre les militaires de l'opérationSentinelle
Sur la période 2015-2018, neuf militaires de la force Sentinelle ont été blessés et aucun décès n’est à déplorer. En 2019 et 2020 (années marquées par des périodes de confinement liées à la pandémie de la covid-19), aucun attentat sur un militaire n’a été relevé. De plus, entre 30 et 70 agressions de nature non terroriste (verbale, entrave, physique avec arme) ont été recensées chaque année entre 2016 et 2020.
Le 3 février 2015, Moussa Coulibaly, un Français d'origine sénégalaise âgé de 30 ans, attaque et blesse au couteau deux militaires du 54e régiment d'artillerie d'Hyères en faction devant le centre communautaire israélite « Jean Kling », 3 avenue Jean-Médecin à Nice. Il est immobilisé et arrêté par un troisième militaire. Ces trois soldats sont récompensés le lendemain par la médaille d'honneur pour acte de courage et de dévouement échelon or décernée par le préfet des Alpes-Maritimes Adolphe Colrat. Le 11 décembre 2019, la cour d'assises spéciale de Paris condamne Moussa Coulibaly à 30 ans de réclusion criminelle, assortis d'une peine de sûreté des deux-tiers (conformément aux réquisitions de l'avocat général), pour association de malfaiteurs terroriste et tentatives d'assassinat terroristes,.
Au 13 février 2015, le commandement recensait 371 incidents contre les militaires dont « des reconnaissances, prises de vue ou films » et « 14 agressions graves, que ce soit au couteau, par laser, voire coup de crosse »,.
Le 1er janvier 2016, Raouf El Ayeb, un Français d'origine tunisienne âgé de 29 ans, fonce à trois reprises avec son véhicule sur des militaires du dispositif Sentinelle devant la mosquée El-Fourqane de Valence. Après avoir fait les sommations d’usage, les militaires ouvrent le feu et maîtrisent le terroriste. Celui-ci déclare « Avoir voulu attaquer les militaires car ils symbolisent à [ses] yeux l’action de la France contre l’État islamique » et revendique « clairement un acte terroriste ». Le 29 janvier 2020, la cour d'assises de la Drôme le condamne à 17 ans de réclusion criminelle (contre 12 requis par l'avocat général) pour tentatives de meurtre sur personnes dépositaires de l'autorité publique.
Le 3 février 2017, Abdalla El Hamahmi, un Égyptien de 29 ans, attaque à la machette une patrouille de quatre militaires dans le sous-sol du Carrousel du Louvre avant d'être très grièvement blessé par des tirs de riposte. Le 24 juin 2021, il est condamné à 30 ans de réclusion criminelle, assortis d'une peine de sûreté des deux-tiers (conformément aux réquisitions de l'avocat général), pour « association de malfaiteurs terroriste criminelle » et « tentative d’assassinats en relation avec une entreprise terroriste sur personne dépositaire de l’autorité publique ».
Le 18 mars 2017, un homme « connu des services de police et de renseignement » est tué dans le Hall 1 de l'aéroport d'Orly-Sud après avoir tenté de s’emparer de l’arme d’une militaire de l’opération Sentinelle. L’assaillant avait pris en otage une militaire dont il avait dérobé l'arme et mis en joue deux autres militaires.
Le 9 août 2017, Hamou Benlatreche, un Algérien de 37 ans, fonce avec sa voiture sur une patrouille de l'opération Sentinelle, place de Verdun à Levallois-Perret, faisant 6 blessés parmi les militaires, dont 3 graves,. Le 13 décembre 2021, il est condamné à 30 ans de réclusion criminelle, assortis d'une peine de sûreté des deux-tiers (conformément aux réquisitions de l'avocat général), pour tentatives d'assassinat terroristes (peine confirmée en appel le 17 février 2023),.
Après la fusillade du 11 décembre 2018 au marché de Noël de Strasbourg, le terroriste rencontre une patrouille de l'opération Sentinelle et ouvre le feu. La patrouille riposte et blesse le terroriste qui parvient néanmoins à s'enfuir. Il sera finalement neutralisé deux jours plus tard par une patrouille de la sécurité publique. Un soldat de l'opération a été très légèrement blessé à la main par le ricochet d’un tir de l’assaillant.
15 juillet 2024 : aux alentours de 21 heures, un militaire de la mission a également été attaqué avec un couteau de 30 centimètres entre les deux omoplates, à la gare de l'Est (Paris). L'auteur présumé, âgé de 40 ans, qui a commis cet acte, possède la nationalité française ; cependant, il est né à Kinshasa (République démocratique du Congo).

### Autres incidents
En juin 2017, le colonel Benoît Brulon, porte-parole du gouverneur militaire de Paris, évoque « une dizaine d’incidents notables par mois, insultes ou actes agressifs ».
La liste ci-après (non exhaustive) relève ainsi ces incidents de « moindre intensité » ne revêtant pas un caractère proprement terroriste :

#### Avril 2016
- Le 22 avril, aux environs de 20 h, à la gare de Strasbourg, un individu s'exprimant en arabe a légèrement blessé un militaire de l'opération Sentinelle d'un coup de cutter à la joue. Le malfrat est parvenu à prendre la fuite[45], avant d'être interpellé quelques jours plus tard[46].

#### Juin 2016
- Le mardi 7 juin, aux alentours de 20 h, une patrouille de militaires de l'opération Sentinelle est prise à partie par un groupe d'une vingtaine d'individus à hauteur la gare de Garges-Sarcelles. Un soldat a été légèrement blessé à la tête, après avoir reçu un pavé sur le crâne qui a brisé la vitre du fourgon à bord duquel il se trouvait. Les militaires participaient à une mission de sécurisation de la synagogue de Garges-lès-Gonnesse[47].

- Le vendredi 24 juin, peu après 16 h, un militaire de l'opération Sentinelle s'est suicidé dans les toilettes des Galeries Lafayette, avec son arme de service[48].

#### Octobre 2016
- Le 18 octobre, à Saint-Denis, vers 16 h 45, un individu se rue sur un militaire de l'opération Sentinelle et tente de lui dérober son fusil d'assaut Famas, sans réussite. Tout en essayant de calmer cet homme très agité, les militaires ont appelé la police qui a interpellé le suspect[49].

#### Décembre 2016
- Le lundi 5 décembre 2016, un militaire hébergé au Val-de-Grâce dans le cadre de l’opération de sécurisation Sentinelle est retrouvé mort dans les sous-sols de cet hôpital parisien du Ve arrondissement. Les premiers éléments de l’enquête laissent penser à un suicide[50].

#### Janvier 2017
- Le 4 janvier, à Bondy, vers 15 h 30, des militaires de l'opération Sentinelle ont procédé à l’interpellation de l’auteur d’un coup de couteau[51].

- Le 23 janvier, à Rouen, une patrouille Sentinelle interpelle des jeunes hommes suspectés d'avoir frappé et agressé un jeune touriste américain à la gare, au motif d'une cigarette refusée. Ils sont placés en garde à vue[52].

#### Février 2017
- Le 3 février, vers 18 h, à Marseille, un militaire de l’opération Sentinelle, qui n’était pas en service, a été agressé, alors qu’il se trouvait dans une rue du XVe arrondissement. Ce soldat de première classe, habillé en tenue civile, a été abordé par quatre inconnus, arrivés au volant d’une Renault Twingo. Après avoir proféré des insultes à son encontre, notamment en lien avec son statut de militaire, les quatre mis en cause se sont jetés sur lui avant de lui porter, sans raison apparente, plusieurs coups de poing[53].

#### Mai 2017
- Le 26 mai, vers 20 h, une patrouille Sentinelle a été attaquée et caillassée à Corbeil-Essonnes par dix jeunes encagoulés. Ils n'ont pas pu être interpellés[54].

- Le 29 mai, vers 19 h 30, place Grenette à Grenoble, des militaires de l'opération Sentinelle ont été pris à partie et agressés par un groupe d'individus. Ils ont subi des outrages et des crachats. Un agresseur en scooter a également percuté la voiture de l'armée[55].

#### Juin 2017
- Le 6 juin, sur le parvis de Notre Dame de Paris, une patrouille de policiers est attaquée par un individu armé d'un marteau. Des touristes présents sur les lieux sont restés un temps confinés à l'intérieur de la cathédrale, sécurisée par les forces de l'ordre ; l'Ile de la cité est bouclée par des policiers et des militaires du Groupement centre. Un policier de 22 ans visé a été légèrement blessé à la tête. L'assaillant, algérien âgé de 40 ans, était doctorant en sciences de l'information après des études en Lorraine, où ses encadrants n'ont pas soupçonné sa radicalisation. Il a crié « c'est pour la Syrie » lors de son agression, assurant être un « soldat du califat »[56].

- Le 22 juin, à Montpellier, un homme ivre s'approche d'une patrouille de l'opération Sentinelle et invective les militaires. Il promet de leur trancher la gorge et s'agite dangereusement. Il sera finalement interpellé par les policiers municipaux qui découvriront sur lui un couteau de cuisine[57].

#### Juillet 2017
- Le lundi 3 juillet à 10 h 45, un homme âgé de 57 ans s’est approché d’une patrouille Sentinelle, près de la gare de Lille-Flandres, à Lille (Nord). Il a tenté de porter un coup de couteau à l’un des soldats, mais il n’est pas parvenu à le toucher. Le militaire n’a pas été blessé, l'homme maîtrisé par les militaires et placé en garde à vue par la police. Selon la police, il ne s’agit pas d’un acte terroriste mais celui d’un désespéré qui aurait tenté un geste suicidaire[58].

- Dans la nuit du 3 au 4 juillet, à Montpellier, deux militaires de l'opération Sentinelle qui n'étaient pas en service et habillés en civil, ont été pris pour cible sur le cours Gambetta, en centre-ville. Pris à partie par un groupe d'une quinzaine d'individus, l'un des deux a été roué de coups et atteint de plusieurs coups de couteau à l'abdomen. Pendant que son ami était, lui, menacé d'un autre couteau. L'enquête a conduit à l'interpellation de huit Albanais. Finalement, six d'entre eux ont été déférés devant le parquet[59],[60].

- Dans la nuit du 4 au 5 juillet, à Montpellier, des militaires de l'opération Sentinelle procèdent à l'interpellation d'un individu sans domicile fixe suspecté d'avoir poignardé un autre sans-abri. L'auteur présumé est remis à la police et placé en garde à vue[61].

- Dans la soirée du 8 juillet, à Metz, un homme a tenté de se saisir de l'arme d'un militaire de l'opération Sentinelle. La patrouille sécurisait les alentours de la cathédrale Saint-Étienne de Metz où, au même moment, des milliers de personnes étaient rassemblées dans le cadre d'un festival culturel. L'individu, manifestement ivre, s'est enfui en fendant la foule[62].

- Le 12 juillet, des militaires de l'opération Sentinelle participent aux côtés des policiers à l'interpellation d'un jeune homme de la cité du village fleuri, à Maubeuge. Il était sorti de chez lui en hurlant et armé d’un pistolet airsoft. À plusieurs reprises, l’individu a tiré sur les portes d’entrée de différents immeubles[63].

- Le 26 juillet, dans le quartier de la gare à Grenoble, une jeune femme Rom, a pointé une arme de poing sur une patrouille Sentinelle. Les soldats l’ont rapidement maîtrisée et interpellée avant de constater que son arme était factice. La suspecte a été remise aux policiers qui l’ont placée en garde à vue[64].

- Le 29 juillet, vers 19 h, à Louvroil, un individu a été interpellé par les militaires de l’opération Sentinelle dans la galerie marchande de l'hypermarché Auchan. Il venait d’exhiber un couteau qu’il venait d’acheter devant une caissière avant de s’enfuir[65].

#### Août 2017
- Le 5 août 2017, à Paris, vers 23 h 20, un homme âgé de 18 ans d'origine mauritanienne a tenté de pénétrer dans la tour Eiffel armé d’un couteau. Après avoir bousculé un agent de sécurité, il a franchi un portique et a sorti un couteau en criant « Allah Akbar ». Des militaires de l’opération Sentinelle lui ont alors ordonné de poser son arme à terre : il s’est aussitôt exécuté et a été interpellé sans opposer de résistance. Placé en garde à vue, l'homme a revendiqué son geste lors des interrogatoires, précisant qu’il entendait s’attaquer à un militaire[66].

- Le 9 août à 8 h, dans le centre-ville de Levallois-Perret, un groupe d'une dizaine de soldats appartenant au 35e régiment d'infanterie de Belfort est visé par un automobiliste au volant d'une BMW noire. L'attaque délibérée blesse gravement trois soldats et plus légèrement trois autres[67].

- Le 25 août, un soldat de l’opération Sentinelle se suicide dans les locaux de la Marine nationale à Paris[68].

- Le 28 août peu avant 23 h à Issoire, un « déséquilibré » fonce volontairement dans la grille métallique d'une enceinte militaire à l'aide d'un véhicule-bélier. La voiture parcourt une dizaine de mètres dans la base militaire, avant que deux soldats de l'opération Sentinelle mettent en joue le conducteur. Dans la voiture sera retrouvée un fusil de chasse et plusieurs munitions, cependant la piste terroriste est écartée selon Thierry Griffet, vice-procureur de la République de Clermont-Ferrand[69].

#### Septembre 2017
- Le 12 septembre, vers 5 h du matin, un militaire de 25 ans mobilisé dans l'opération Sentinelle s'est suicidé avec son arme de service, dans la vallée de la Roya, dans les Alpes-Maritimes[70].

#### Mai 2018
- Le dimanche 6 mai 2018 vers 23 h 30, un militaire mobilisé dans le cadre de l'opération Sentinelle s'est suicidé dans les Pyrénées-Orientales. Ce soldat, âgé de 25 ans, a mis fin à ses jours avec son fusil Famas au péage de l'autoroute A9 près de la frontière avec l'Espagne[71].

#### Mars 2019
- Le lundi 11 mars 2019, une militaire de 24 ans originaire de Nouvelle-Calédonie et appartenant à la mission antiterroriste Sentinelle s’est donné la mort avec son arme de service dans sa caserne de l’aéroport de Paris-Charles-de-Gaulle[72].

## Solidarité avec les militaires
En marge de cette opération, de nombreux gestes de solidarité avec les militaires sont remarqués. Des personnes leur apportent une boisson chaude et des repas chauds.
Le Conseil représentatif des institutions juives de France (CRIF) met en place un site internet « Policiers et militaires qui nous protégez, merci ! », qui recueille les messages de soutien et de remerciements de la population. Le 11 janvier 2016, un reportage de France Info met en lumière que les soldats de confession musulmane se font parfois insulter par des « gens de confession juive qui leur demandent ce qu’ils font à monter la garde devant une synagogue. »
Le 21 avril 2015, la mairie de Paris annonce qu’elle met en place des « mesures de gratuité pour faciliter l’accès aux établissements culturels et de loisirs » destinées aux soldats mobilisés en Île-de-France pour l'opération Sentinelle pour améliorer leurs conditions de vie.

## Honneurs
La médaille de la protection militaire du territoire est instituée le 14 juillet 2015, et une agrafe « Sentinelle » peut être décernée après 60 jours de service dans cette opération.
De plus deux agrafes supplémentaires sont créés, l’agrafe Trident destinée à récompenser les militaires qui participent de manière effective aux missions de surveillance et de protection militaires des espaces aériens, maritimes et terrestres, sur le territoire national et l'agrafe Egide destinée à récompenser les militaires qui participent de manière effective, sur le territoire national, à la protection des emprises militaires, des bâtiments publics de l'État, des organisations internationales et des missions diplomatiques et consulaires.
Le 22 avril 2024 est pris par le ministre des Armées Sébastien Lecornu un arrêté relatif à l'attribution de la médaille de la protection militaire du territoire avec l'agrafe Sentinelle - JOP 2024. Les conditions d'obtention concernent « les personnels militaires qui, dans le cadre de la mission Sentinelle, ont effectivement participé à la sécurisation militaire des épreuves olympiques et paralympiques, à compter du 1er juillet 2024 au 30 septembre 2024, pendant une durée minimale de quinze jours, continus ou discontinus ».

## Critiques de l'opération
L'opération Sentinelle fait l'objet de critiques de la part de spécialistes et d'anciens militaires.

### Attentat contre le Bataclan
Lors des attentats du 13 novembre 2015, huit soldats de l'opération Sentinelle restent postés sans intervenir devant le Bataclan, alors que les tueries se déroulent au même moment dans la salle de concert. Suivants les ordres de leur hiérarchie, ils refusent les demandes faites par les policiers d'entrer à l'intérieur du bâtiment et refusent de remettre leurs FAMAS aux premiers policiers qui entrent dans le Bataclan, conformément au règlement militaire. Dans un rapport d'enquête parlementaire de 2016, il est précisé que la préfecture de police n'a pas voulu solliciter les militaires et a confié l'intervention aux policiers de la BAC, qui arrivent très rapidement sur les lieux et sont entraînés à ce type d'action.
En juin 2018, dix-sept victimes ou familles de victimes déposent une plainte contre X « pour non-assistance à personne en péril ». Le tribunal administratif de Paris rejette cependant la plainte un mois plus tard.

### Critiques sur l'utilité de l'opération
En août 2017, l'Institut français des relations internationales juge l'opération « coûteuse » et « inutile ». Le chercheur Elie Tenenbaum affirme que : « Aujourd'hui, quoi qu'en disent l'armée de terre et le ministère de la Défense qui essaient de convaincre du contraire depuis le début, ces militaires sont utilisés comme des supplétifs des forces de police [...] avec des pouvoirs extrêmement limités, qui font de la présence et de la sécurisation à minima » ; il indique également que hormis la sécurisation de la rue de Charonne pendant les attentats contre le Bataclan, les militaires « ne sont jamais intervenus pour protéger autre chose qu'eux-mêmes ».
Selon le colonel à la retraite Michel Goya : « Si on examine le bilan réel de l'engagement de militaires sur le territoire métropolitain depuis octobre 1995, on constate que strictement aucun attentat, de quelque origine qu'il soit, n'a jamais pu être empêché par cette présence. [...] Les seuls terroristes que les soldats ont finalement neutralisés sont ceux qui les ont attaqués »,. Il déclare également : « Cette opération, qui en réalité dure depuis 22 ans car ce n'est qu'une extension du plan Vigipirate [...], c'est 20 millions de journées de travail et entre 800 millions et un milliard d'euros de surcoût. [...] Du temps et de l'argent qui ne sont pas utilisés ailleurs ».
De janvier à août 2017, 100 % des attaques terroristes en France ont visé des militaires et des policiers, aucune n'a ciblé des civils. Selon l'historienne Bénédicte Chéron : « Il est impossible de savoir si le dispositif dissuade car on ne sait pas si certains terroristes ont finalement renoncé à une attaque grâce à la présence de militaires. [...] Les seules attaques qui ont été évitées les visaient eux, pas des civils ». Pour Cédric Mas, membre du think-tank Action Résilience, aux yeux de certains terroristes, les militaires apparaissent comme une cible « plus honorable » que les civils,.
Pour le général à la retraite Vincent Desportes : « Ce dispositif ne donne satisfaction à personne car il apporte très peu en matière de sécurité. En revanche, il fournit aux terroristes des cibles militaires claires pour qui veut les frapper. ».
Pour Bénédicte Chéron, l'Opération Sentinelle est « une solution politique facile d'affichage et ça devient compliqué d'expliquer que l'on doit sortir de ce dispositif alors que la menace, elle, n'a pas diminué, voire a augmenté ». Elle estime que l'opération était justifiée à ses débuts, mais que « la pérennisation de ce modèle et le déploiement massif de soldats, alors que l’on sait que toute personne dépositaire de l’autorité publique est une cible, interrogent. L’utilité même de Sentinelle n’est pas établie »,.
Le 22 août 2017, le ministre de l'Intérieur Gérard Collomb annonce : « Nous allons redéfinir le dispositif de manière à la rendre plus mobile. C’est-à-dire qu’on n’ait pas simplement un dispositif de 7 000 personnes (…) qui soient sur des postes fixes mais peut-être 3 500 dans des postes définis et 3 500 dans des postes plus souples de manière à pouvoir garantir par exemple la braderie de Lille. Je crois que ce sera l’objet du prochain conseil de défense » prévu le 30 août.

## Équivalents étrangers
La Belgique a mis en place, après les attentats de janvier 2015 et renforcé à la suite des attentats du 13 novembre à Paris et Saint-Denis ainsi qu'après les attentats de mars 2016 à Bruxelles, l'opération Vigilant Guardian, sur le modèle de l’opération Sentinelle.
À partir de 2008, l'Italie a mis en place l’opération Strade sicure (it) pour protéger un certain nombre de bâtiments, dont le Vatican, d'éventuelles attaques terroristes.
À partir de 2015 également, à la suite du déclenchement de l'Intifada des couteaux, le gouvernement israélien a pris de nombreuses mesures proactives, incluant l'armement de citoyens et le déploiement d'agents sans uniforme, qui ont permis de déjouer de nombreuses tentatives d'attentats (plus de 400 attaques déjouées en 2017 et 480 en 2018).
À la suite de l'attentat de Manchester en mai 2017, le Royaume-Uni a décidé la mise en place de l'opération Temperer (en), qui prévoit le déploiement de 5 100 militaires dans les rues du pays.